# Luka Duvnjak
Luka Duvnjak (* 1. November 1999 in Knin) ist ein kroatischer Fußballspieler.

## Karriere
Duvnjak begann seine Karriere bei Hajduk Split. Zur Saison 2015/16 wechselte er zum NK Adriatic Split. Zur Saison 2016/17 schloss er sich dem NK Junak Sinj an. Zur Saison 2017/18 wechselte er zum NK Dugopolje. Im März 2018 spielte er erstmals für die erste Mannschaft von Dugopolje in der 2. HNL. Für Dugopolje kam er insgesamt zu drei Zweitligaeinsätzen. Im Februar 2019 wechselte er nach Slowenien zum Erstligisten NK Olimpija Ljubljana, der ihn aber direkt an den Zweitligisten NK Brežice 1919 verlieh. Dort kam er in eineinhalb Jahren zu 26 Einsätzen in der 2. SNL, in denen er sechsmal traf.
Zur Saison 2020/21 kehrte Duvnjak nicht nach Ljubljana zurück, sondern wechselte zurück in seine Heimat zum Drittligisten RNK Split. Zur Saison 2021/22 wechselte der Stürmer zum österreichischen Regionalligisten SV Allerheiligen. Für Allerheiligen kam er zu 21 Einsätzen in der Regionalliga Mitte, in denen er zwölf Tore erzielte. Zur Saison 2022/23 wechselte er gemeinsam mit seinem Landsmann und Teamkollegen Jurica Poldrugač zum Zweitligisten SV Lafnitz. Sein Debüt in der 2. Liga gab er im Juli 2022, als er am dritten Spieltag jener Saison gegen den Floridsdorfer AC in der 70. Minute für Florian Prohart eingewechselt wurde. Bis Saisonende kam er zu 20 Zweitligaeinsätzen für Lafnitz, in denen er dreimal traf. Nach der Saison 2022/23 verließ er den Verein wieder.
Nach einem halben Jahr ohne Verein wechselte er im Januar 2024 zum Regionalligisten FC Marchfeld Donauauen.